# Dijbeen
Het dijbeen of het femur, is het langste, grootste en sterkste bot van het menselijke lichaam. Het vormt het deel van het been dat van de heup tot de knie loopt. Het dijbeen is een pijpbeen. Het woord femur is Latijn voor dij. De genitief van femur is in het medisch Latijn altijd femoris, maar in klassiek Latijn werd dikwijls ook wel feminis gebruikt, niet te verwarren met het Latijnse woord voor vrouw, femina. Het dijbeen is aan de proximale kant aan het heupbeen verbonden. Het beweegt daar door middel van een kogelgewricht in de heupkom. Het dijbeen heeft op de plaats waar het een knik naar het heupgewricht maakt een aparte botstructuur, de trochanter major. Het dijbeen is distaal door de knie met de beide botten in het onderbeen verbonden, met het scheenbeen en het kuitbeen. De knie wordt anterior door de knieschijf bedekt. De gemiddelde lengte van het dijbeen is ruim 43 centimeter.

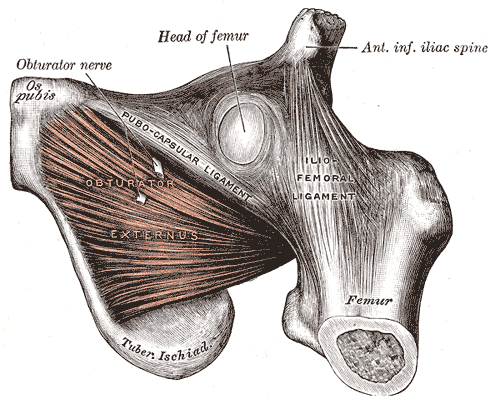
Gray's Anatomy: aanhechting van het menselijke dijbeen

Het femur komt ook in de dierenwereld voor, onder andere onder de geleedpotigen.
schedel · wervelkolom · borstkas · borstbeen · schoudergordel · arm · bekkengordel · been

bot · gewricht · botten van de mens